# Грб Источне Немачке
Грб Немачке Демократске Републике усвојен је 12. јануара 1950. године. Састојао се од централног дела у којем су се налазили чекић и шестар на црвеној позадини, окружени сноповима пшенице. Снопови пшенице били су повезани траком у бојама немачке заставе. Чекић је био симбол радника у индустрији, шестар је представљао интелектуалце односно интелигенцију, а сноп пшенице сељаке. Званично је усвојен као државни грб 26. септембра 1955, а на заставу Источне Немачке придодан је 1. октобра 1959. године. Званично је укинут као грб Источне Немачке 3. маја 1990. године одлуком Скупштине НДР.
Приказ грба Источне Немачке на јавним местима у Западној Немачкој и Западном Берлину био је противзаконит до 1969. године, када је западнонемачки председник Вили Брант укинуо забрану у духу Остполитика.

## Раније верзије
Прва верзија грба, која је била у употреби од 1950. до 1953. године, састојала се само од чекића и снопа пшенице који су симболизовали Источну Немачку као социјалистичку „земљу радника и сељака“. Верзија која је била у употреби од 1953. до 1955, била је слична наредној, само без црвене позадине у центру грба.

## Галерија
- 1950—1953.
- 1953—1955.